# تخليق اصطناعي للجينات

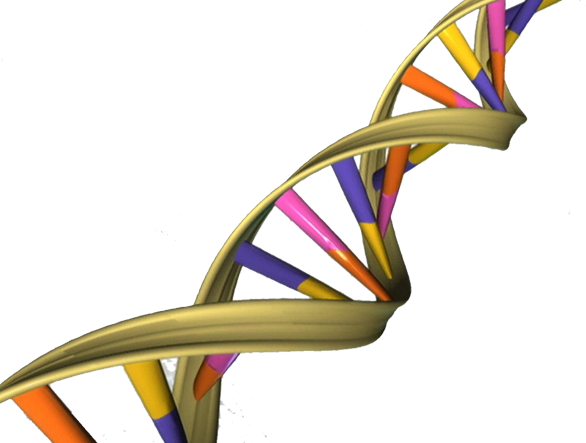

التخليق الاصطناعي للجينات (بالإنجليزية: Artificial gene synthesis)‏ هي عملية تخليق أو توليف الجينات في المعمل وذلك دون الحاجة لقوالب أولية من عينات الحامض النووي. والطريقة الرئيسية تتمثل حالياً في التخليق أو التوليف للأليغنوكليوتيد أو النيوكليوتيدات الدقيقة (تستخدم أيضاً للتطبيقات الأخرى) من متتابعات أو متواليات جينية رقمية والتلدين أو التخمير اللاحق للأجزاء أو القطع الجينية الناتجة عن ذلك.
وعلى النقيض، فإن التضاعف الطبيعي أو النسخ المتماثل للحامض النووي يتطلب وجود قوالب للحامض النووي من أجل توليف حمض نووي جديد.
وقد تم توضيح تخليق أو توليف أول جين كامل وهو "tRNA" للخميرة بواسطة هارغوبند خورانا ومساعديه في عام 1972.
وقد تم أداء توليف لأول جينات تشفيرية للبيبتيدات والبروتينات في مختبرات هيربرت بوير وألكساندرماركهام على التوالي. تتوافر حالياً خدمات توليف الجينات التجارية من شركات عديدة في جميع أنحاء العالم، حيث بنى البعض منها نموذج أعماله التجارية حول هذه المهمة. غالباً ما يقوم النهج الحالي للتوليف الجيني على أساس الجمع بين الكيمياء العضوية والتقنيات البيولوجية الجزيئية ويمكن تخليق الجينات الكاملة دون الحاجة إلى قالب الحمض النووي المقدم. ولقد أصبح التوليف الجيني أداة هامة في العديد من المجالات لتقنية الحمض النووي المؤتلف بما في ذلك التعبير الجيني المغاير وتطوير اللقاحات والعلاج الجيني والهندسة الجزيئية. ويعتبر توليف تتابعات الحمض النووي في الكثير من الأحيان أكثر اقتصاداً من إجراءات الاستنساخ وتوليد الطفرات الكلاسيكية. حيث ينمو سوق التوليف الجيني بثبات على مدى السنوات الماضية ويُقدّر الخبراء حجمه بحوالي (40 مليون دولار أمريكي) بنهاية عام 2007.

## التحسين الجيني
بالرغم من أن القدرة على تصنيع الامتدادات الطويلة من الحمض النووي أكثر كفاءة وأقل سعراً إلا أنها تعتبر القائد التقني في هذا المجال، كلما زاد الاهتمام المركز على تحسين تصميم الجينات لأغراض محددة. وفي بداية عهد تسلسل الجينوم، تم استخدام التوليف الجيني كمصدر (غالي أو مكلف) للحمض النووي منقوص الأكسجين "DNA" والتي قد تم التنبؤ بها أو توقعها بواسطة المعلومات الكلية أو الجزئية للحمض النووي المتمم ولكن كان من الصعب استنساخه. وكلما أصبح من المتاح تحقيق استنساخ للحمض النووي من مصادر جودة أعلى فإن بالتالي تصبح هذه الممارسة أقل إلحاحاً.
إنتاج كميات كبيرة من البروتين من التتابعات الجينية (أو على الأقل مناطق ترميز البروتين على الجينات، إطار القراءة المفتوح) الموجودة في الطبيعة يمكن في بعض الأحيان تكون عملية صعبة وتمثل مشكلة بما يكفي لكي تكرس لها المؤتمرات العلمية. العديد من البروتينات الأكثر إثارة للاهتمام والتي تم السعي إليها من قبل علماء البيولوجيا الجزيئية تخضع عادة للتنظيم حيث يتم التعبير عنها بكميات منخفضة جدا في خلايا الأنواع البرية. ويعتبر إعادة تصميم تلك الجينات يساعد في عرض وسائل لتحسين التعبير الجيني في الكثير من الحالات. إعادة كتابة إطار القراءة المفتوح يعتبر ممكنا بسبب تدهور الشفرة الجينية. وهكذا يصبح من الممكن تغيير ما يصل إلى ثلث النيوكليوتيدات في إطار القراءة المفتوح ويبقى منتجا للبروتين نفسه. والعدد المتاح من التصاميم البديلة لبروتين معين قد يكون عدد فلكي. فمثلا لتتابع أو تسلسل بروتيني نموذجي مكون من (300) حمض أميني، فإن هناك ما يزيد عن (10150) إتحادات أو تركيبات كودونية والتي سوف ترمز إلى بروتين متطابق. استخدام الأساليب المثلى للتحسين الجيني مثل إحلال الكودونات المستخدمة نادرا بكودونات أخرى أكثر شيوعا في بعض الأحيان يكون له تأثيرات مأساوية. وهناك تحسينات إضافية مثل إزالة التركيبات الثانوية لل"RNA" يمكن أيضا أن يتم اشتمالها. على الأقل في حالة بكتريا القولون «إيشيرشياكولاي»، تم تكبير التعبير البروتيني عن طريق الاستخدام السائد للكودونات المناظرة للحمض النووي "tRNA" وهذا من شأنه أن يحافظ ويبقى استمرار الشحن بالأحماض الأمينية أثناء المجاعة.
ويتم كتابة برامج الحاسوب لأداء هذه، ويتم استخدام تحسينات متزامنه أخرى من أجل معالجة والتعامل مع التعقيد الشديد لهذه المهمة. ويمكن للجينات المحسنة جيدا أن تحسن من التعبير البروتيني من (2 إلى 10) أضعاف وفي بعض الحالات يتم تسجيل تحسينات تبلغ أكثر من (100) ضعف. نظرا للأعداد الكبيرة من التغيرات النيوكليوتيدية الطارئة على تتابع الحمض النووي الأصلي، فإن السبيل العملي الوحيد لخلق جينات مصممة حديثا هو استخدام التوليف الجيني.

## الأساليب والطرق القياسية

### التوليف الكيميائي للأليغنوكليوتيدات
المقال الرئيسي: توليف الأوليغنوكليوتيدات
الأوليغنوكليوتيدات يتم تصنيعها وتوليفها كيميائيا باستخدام نيوكليوتيدات تسمى فوسفوراميدايتس وهي عبارة عن نيوكليوتيدات عادية لديها مجموعات حماية: والتي من شأنها أن تمنع كلا من الأمينات ومجموعات الهيدروكسيل ومجموعات الفوسفات من أن تتفاعل بشكل غير صحيح. ويتم إضافة فوسفوراميدايت واحد في كل مرة، وبعد ذلك يتم نزع الحماية من الناتج «5- فوسفات» حيث يتم إضافة قاعدة جديدة وهكذا (إلى الوراء) وفي النهاية، يتم إزالة كافة مجموعات الحماية. ومع ذلك، أي بكونها عملية كيميائية، تحدث تفاعلات عديدة غير صحيحة مما يؤدي إلى تكون بعض النواتج المعيبة. وكلما طالت التتابعات الأوليغنوكليوتيدية التي يتم تخليقها، كلما ذادت العيوب فيها ولهذا فإن هذه العملية تعتبر مفيدة فقط لإنتاج تتابعات قصيرة من النيوكليوتيدات. ويتمثل الحد العملي الحالي في ما يقرب من (200) زوج من القواعد من الأوليغنوكليوتيدية ذات الكفاءة والجودة الكافية لكي تستخدم مباشرة في التطبيق الحيوي. ويمكن استخدام الكروماتوغرافيا السائلة عالية الآداء من أجل فصل المنتجات ذات التتابع المناسب والصحيح. وفي الوقت نفسه يمكن تخليق عدد كبير من الأليغونات بالتوازي مع الرقائق الجينية أو الوراثية. وللحصول على الآداء الأمثل لإجراءات التوليف الجيني المتلاحق، ينبغي أن يتم إعدادها كلا على حدة وبمقاييس أو معايير أكبر.

### إتصال الأليغنوكليوتيدات القائم أو المستند على التلدين أو التخمير
عادة، هناك مجموعه من الأوليغنوكليوتيدات المصممة بشكل فردي يتم صناعتها على مولفات آلية ذات وسط صلب منقى ومتصل بواسطة عملية ربط قياسية أو تصلبات محددة أو تفاعلات بلمرة. ولتحسين تخصصية التخمر أو التصلب الأوليغنوكليوتيدي، تعتمد خطوة التخليق على مجموعه من إنزيمات البلمرة والربط للحمض النووي الثابتة حراريا. وحتى الآن، قد تم وصف عدة أساليب للتوليف الجيني مثل ربط الأوليغنوكليوتيدات المفسفرة المتداخلة، وطريقة فوك الأولى، والشكل المتحور من التفاعل التسلسلي الرابط للتخليق الجيني. بالإضافة إلى ذلك، تم وصف مناهج مجمعة لتفاعل البوليميريز المتسلسل. حيث عادة ما تستخدم الأوليغنوكليوتيدات ذات الطول (40 إلى 50) والتي تتداخل مع بعضها البعض. ويتم تصميم مثل تلك الأوليغنوكليوتيدات لتغطية معظم التتابعات على كلا الشريطين ويتم توليد الجزئ كامل الطول بالتتابع بامتداد التداخل "PCR(oE)", أو بالتوازن في الديناميكا الحرارية بين الداخل والخارج PCR(TBio)  أو مفاهيم متحدة. وأكثر الجينات المخلقة شيوعا تتراوح في الحجم ما بين (600 إلى 1200) زوج من القواعد في حين أن الجينات الأكثر طولا قد تم تصنيعها عن طريق ربط أو وصل الجزيئات الجينية المجمعة مسبقا ذات الحجم الأقل من (1000) زوج من القواعد. وفي مثل هذا المدى الحجمي، يعتبر من الضروري اختبار استنساخات مرشحة عديدة تؤكد تتابع الجين الاصطناعي أو المخلق المستنسخ بطرق التتابع الآلية.

### القيود أو المعوقات
علاوة على ذلك، لأن تجميع الناتج الجيني المكتمل الطول يعتمد على المحاذاة الفعالة والمحددة لشريط واحد طويل من الأوليغنوكليوتيدات، فإن هناك بارامترات أو وحدات قياسية حساسة وحاسمة لنجاح عملية التوليف تتمثل في أن مناطق التتابعات الممتدة تضم تراكيب ثانوية الناتجة عن التكرارات المعكوسة أو المحتوى المرتفع أو المنخفض الخارق للعادة من الجوانين والسيتوزين أو التركيبات المتكررة. وعادة، هذه القطع من الجين المعين يمكن فقط أن يتم تصنيعا عن طريق تقسيم الخطوات إلى عدة خطوات متتالية والتجميع النهائي لتتابعات أكثر قصرا مما يؤدي بدوره إلى زيادة كبيرة في الوقت والعمل أي الجهد اللازم لإنتاج هذا الجين.
وتعتمد نتيجة تجربة التوليف الجيني بشدة على نوعية الأوليغنوكليوتيدات المستخدمة. ولمثل تلك البروتوكولات الخاصة بالتوليف الجيني المبني على التخمير أو التصلب، فإن كفاءة المنتج تعتمد بشكل مباشر ومضاعف على صحة الأوليغنوكليوتيدات المستخدمة. فبدلا من ذلك، بعد إجراء التوليف الجيني باستخدام أوليغونات أقل في الجودة، فإنه يجب بذل المزيد من الجهود لضمان الجودة أثناء التحليل الاستنساخي والذي يتم عادة بواسطة الاستنساخ القياسي المستهلك للوقت وبالإجراءات المتسلسلة. وهناك مشكلة أخرى مرتبطة بكل الطرق والأساليب الحالية للتوليف الجيني وهي التردد العالي من الأخطاء المتتابعة وذلك بسبب استخدام أوليغنوكليوتيدات مصنعه كيميائيا. حيث يزداد تواتر الخطأ في الأوليغوكليوتيدات الأطول وبالتالي يقل بشكل هائل نسبة النواتج الصحيحة بزيادة استخدام المزيد من الأوليغنوكليوتيدات. يمكن حل مشكلة الطفرات باستخدام عدد أقل أو سلسلة أقصر من الأوليغنوكليوتيدات من أجل تجميع الجين. وعلى الرغم من ذلك، كل طرق التجميع المبنية أو المعتمدة على التخمير أو التصلب تتطلب خلط البادئات الجينية مع بعضها البعض في أنبوبة واحدة. وفي هذه الحالة، فإن التداخلات الأقصر لا تسمح دائما بالتخمير أو التصلب الدقيق والمحدد للبادئات التكميلية مما يؤدي إلى إعاقة تكوين المنتج الكامل الطول. ويعتبر التصميم اليدوي للأوليغنوكليوتيدات إجراء شاق كما أنه لا يضمن التوليف أو التخليق الناجح للجين المرغوب فيه. وللحصول على الآداء الأمثل لكل الطرق المعتمدة على التصلب أو التخمير تقريبا، يفترض أن تكون درجات حرارة الذوبان للمناطق المتداخلة مماثلة لكل الأوليغنوكليوتيدات. ويجب تنفيذ أمثلية التمهيد الضرورية باستخدام برامج تصميم متخصصة للأوليغنوكليوتيدات. وقد تم تقديم وعرض عدة حلول لتصميم الدليل التمهيدي الآلي للتوليف الجيني حتى الآن.

### إجراءات تصحيح الخطأ
للتغلب على المشاكل المرتبطة بنوعية وجودة الأوليغنوكليوتيدات، تم وضع وتطوير عدة إستراتيجيات فعالة لتوظف إما الأوليغنوكليوتيدات المحضرة كلا على حدة،  أو إنزيمات الترابط الغير متوافقة لعائلة متس،  أو إنزيمات الإندونيكليز المحددة من البكتريا أو العاثيات الفيروسية. ومع ذلك، فإن جميع هذه الإستراتيجيات تزيد من وقت وتكاليف التوليف الجيني المعتمد على تخمير وتصلب الأوليغنوكليوتيدات المصنعة كيميائيا. وزيادة على ذلك، يتم ترتيب الجينات في مجموعات بما في ذلك الجينات الوظيفية ذات الصلة أو المتغيرات المتعددة التسلسل على الجين الواحد. وتقريباً جميع البروتينات العلاجية الجاري تنميتها وتطوريها مثل الأجسام المضادة قد تم ضبطها عن طريق اختبار متغيرات جينية عديدة للآداء أو التعبير المحسن.

## التطبيقات
تشمل التطبيقات الرئيسية للجينات المخلقة أو المصنعة توليف تتابعات من الحمض النووي تحددها تسلسل عالي الإنتاجية ولكن لا يتمّ استنساخها أبداً في البلازميدات والقدرة على الحصول الآمن على جينات لبحوث اللقاحات دون الحاجة إلى إنماء الكائنات الممرضة الكاملة. ويمكن استخدام التلاعبات الرقمية للشفرة الجينية الرقمية قبل دخولها في تخليق الحمض النووي لتحسين التعبير البروتيني في عائل معين أو إزالة القطع أو الأجزاء الغير فعالة لتيسير تضاعف أو النسخ المتماثل للحمض النووي.

## الجينومات الكاملة

### بكتريا سينثيا وبكتريا ميكوبلازما لابوراتوريوم
المقالة الرئيسية: ميكوبلازما لابوراتوريوم
في يوم (28 يونية عام 2007), قام فريق في معهد كريغ فنتر بنشر مقال في مجلة التعبير عن العلم وقالو أنهم قد نجحوا في زرع الحمض النووي الطبيعي من بكتريا «ميكوبلازما ميكويدس» إلى داخل الخلية البكتيرية ل«ميكوبلازما كابريكولوم» مما أعطى نوع من البكتريا يشبه في تصرفاته الميكوبلازما ميكويدس.
وفي يوم (6 أكتوبر عام 2007), أعلن «كريغ فنتر» في مقابلة مع صحيفة «الجارديان» الإنجليزية بأن نفس الفريق قام بتصنيع نسخة معدلة من كروموسوم واحد لبكتريا «ميكوبلازما جينيتاليوم» باستخدام المواد الكيميائية. وقد تم تعديل هذا الكروموسوم للقضاء على كل الجينات والتي قد أظهرت الاختبارات في البكتريا الحية بأنها غير ضرورية. وتتمثل الخطوة التالية المقررة في هذا المشروع الجينومي في زرع الحد الأدنى من الجينوم المصنع إلى داخل إحدى الخلايا البكتيرية والتي قد تم إزالة حمضها النووي مسبقا وسوف يطلق على هذه البكتريا الناتجة اسم «ميكوبلازما لابوراتوريوم». وفي اليوم التالي، قام الفريق الكندي «أخلاقيات علم الأحياء» بإصدار ييانا عن طريق ممثلهم «بات موني» قائلا أن «إبداع» فنتر كان بمثابة «هيكلا تستطيع أن تبني عليه أي شيء تقريبا». ولم يتم زراعة الجينوم المصنع حتى الآن إلى داخل خلية عاملة أو حية.
وفي يوم (21 مايو 2010), نشرت مجلة العلم أن فريق فنتر أستطاع بنجاح أن يصنع الجينوم من بكتريا «ميكوبلازما ميكويدس» من مقياس حاسوبي وبعد ذلك قام بزرع الجينوم المصنع إلى داخل خلية موجودة من بكتريا «ميكوبلازما كابريكولوم» والتي قد تم إزالة حمضها النووي مسبقا. وهذه الخلية الناتجة كانت حية بمعنى أنها قادرة على أن تتضاعف بلايين المرات. وكان هذا الفريق قد خطط في الأصل لأن يستخدم بكتريا «ميكوبلازما جينيتاليوم» والتي قد عملوا عليها من قبل ولكنهم رجعوا وفضلوا بكتريا «ميكوبلازما ميكويدس» لأن هذه البكتريا لديها القدرة على النمو بشكل أسرع وهذا يؤدي إلى إجراء أسرع للتجارب. وقد وصفها فنتر على أنها «النوع الأول التي لديها أصل حاسوبي». وقد سميت هذه البكتريا المتحولة «سينيثيا» بواسطة الفريق الكندي «أخلاقيات علم الأحياء». وقد رفض الشخص المتحدث باسم فريق فنتر أن يؤكد أي اكتشاف علمي في وقت هذا النشر وذلك لأن آليات الاكتشافات الوراثية الشبيهة مثل عملية «التعداء» وهي إدخال مادة وراثية للخلية عن طريق إحداث ثغرات في الغشاء البلازمي، وعملية «التحول», وعملية «التنبيغ أو التحاس», أو عملية «التعداء البروتيني» وهي إدخال بروتينات غريبة إلى داخل الخلية، قد مورس البحوث القياسية والمعيارية لها لسنوات عديدة. والآن بعد إثبات الآلية للعمل باستخدام جينوم بكتريا «ميكوبلازما ميكويدس», فمن المفترض أن يعود المشروع القادم لبكتريا «ميكوبلازما جينيتاليوم» وزرع الجينوم الخاص بها إلى داخل خلية بكتيرية أخرى من أجل إنتاج بكتريا «ميكوبلازما لابوراتوريوم» المذكورة سابقا. [بحاجة لمصدر]